# Ella (canción de Ricardo Arjona)
«Ella» es un sencillo del cantante guatemalteco de pop latino Ricardo Arjona publicado el 10 de marzo de 2017, correspondiente a su décimo quinto álbum de estudio Circo Soledad. Es el primer sencillo y vídeo musical del disco.

## Vídeoclip
Fue grabado un vídeoclip para la canción y publicado el 10 de marzo de 2017 en la plataforma YouTube, subido por el canal oficial de Arjona. El vídeo fue filmado en Costa Rica y en él se puede apreciar el tren urbano de ese país.